# Santoro (nome)
Santoro  è un nome proprio di persona italiano maschile.

## Varianti
- Maschili: Santorre[2], Santorio

## Origine e diffusione
Continua il nome medievale Santoro che, al pari del francese Toussaint e dello spagnolo Santos, richiama la devozione verso la festività cristiana di Ognissanti. "Santoro" è infatti un'antica italianizzazione dell'espressione latina dies festum Sanctorum omnium, ovvero "festa di tutti i santi", laddove Sanctorum rappresenta il genitivo plurale di sanctus, "santo".
Il nome, alle volte dato a quei bambini nati il giorno di Ognissanti, è ormai desueto; secondo dati pubblicati negli anni Settanta, se ne contavano circa trecento occorrenze, oltre la metà delle quali in Sicilia. A testimonianza della sua maggiore diffusione nell'onomastica più antica, va notato che Santoro persiste ancora come cognome.

## Onomastico
L'onomastico è festeggiato il 1º novembre, in occasione della festa di Ognissanti.

## Persone

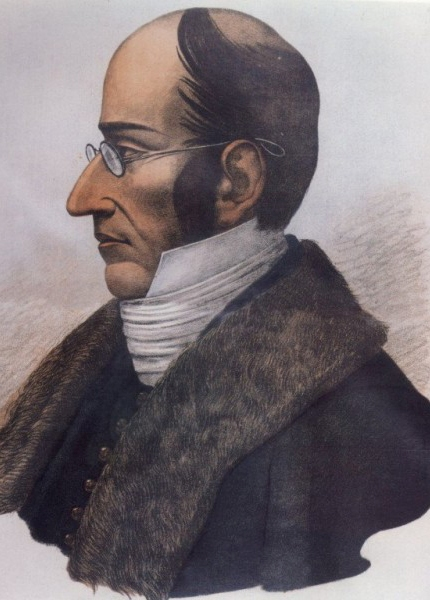
Santorre di Santa Rosa

### Varianti
- Santorre di Santa Rosa, patriota, militare e rivoluzionario italiano
- Santorre Debenedetti, filologo, critico letterario e accademico italiano
- Santorio Santorio, medico, filosofo e fisiologo italiano